# Кілювання

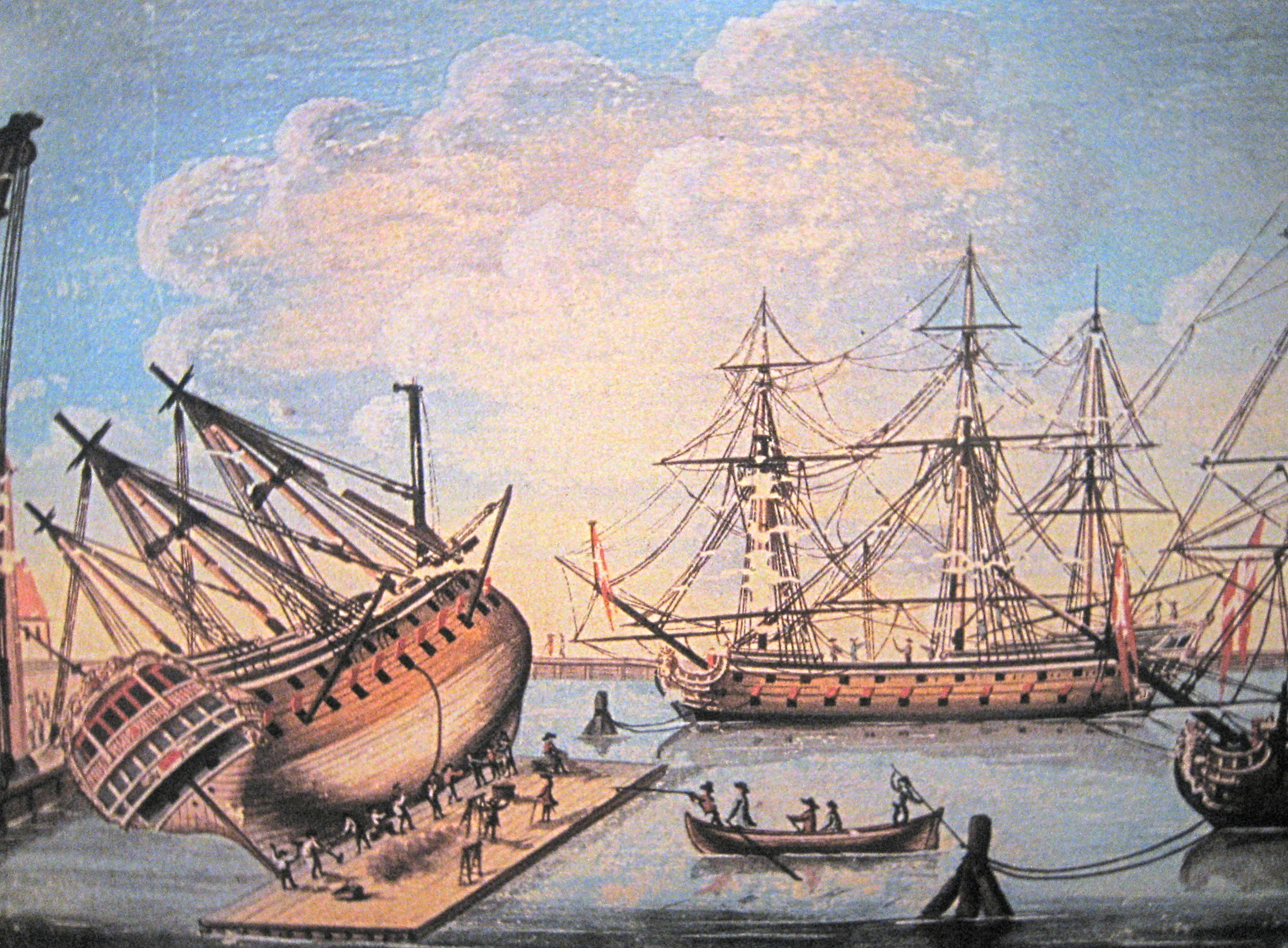
Кілювання корабля в порту Хольмен (Копенгаген, близько 1750 року)

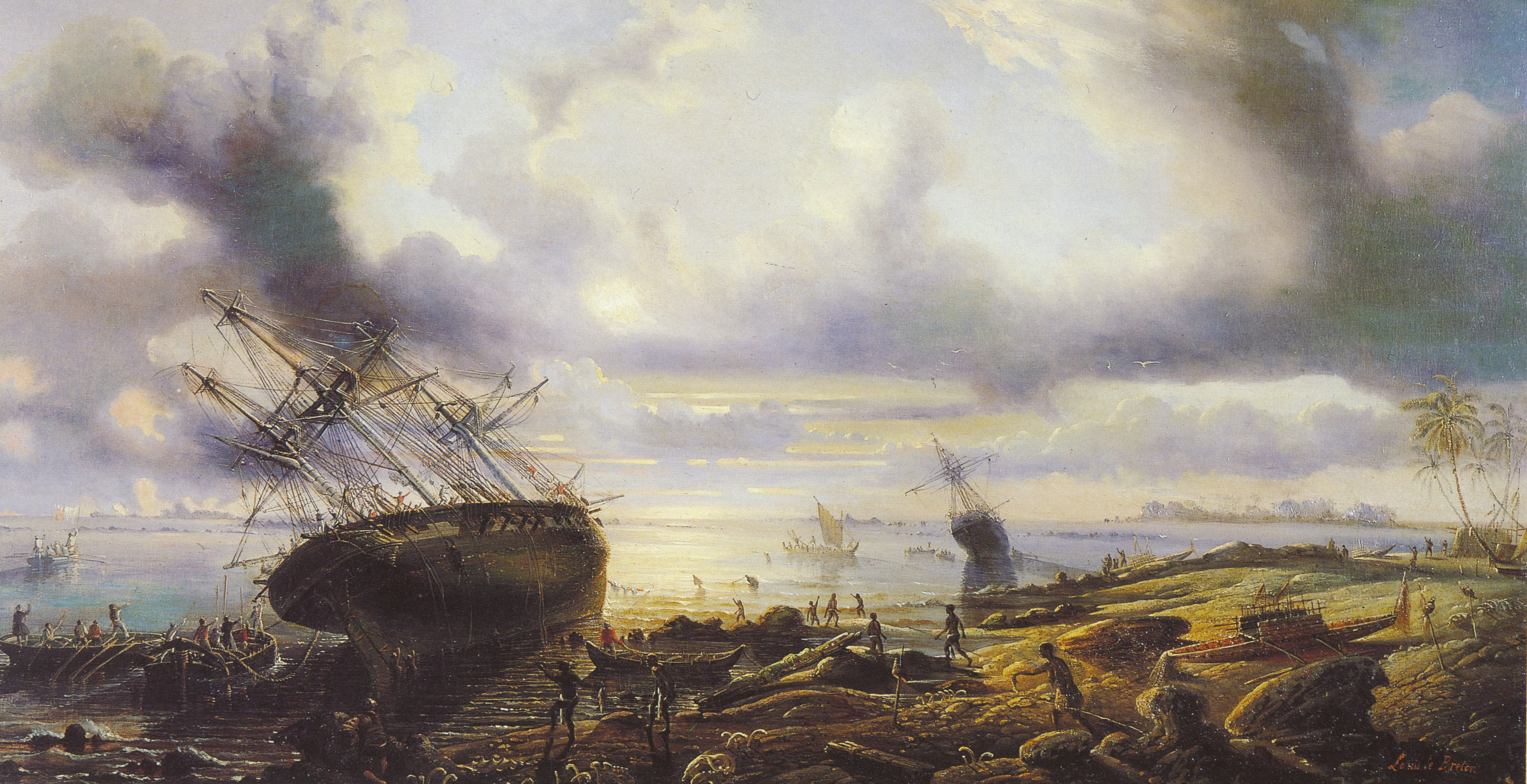
Кілювання корвета «Астролябія» (1838 рік)

Кілюва́ння (від слова «кіль») — нахилення судна з метою огляду і ремонту його підводної частини. Кілювання проводиться до появи кіля над водою. Різновидом кілювання є кренгува́ння (від нід. krengen) — нахилення судна без виходу кіля з води, застосовуване для очищення підводної частини від обростань: черепашок тощо, і для дрібного ремонту обшивки корпусу.
Кілювання виконується посадкою судна на мілину в відплив (посадка на мілину в приплив — «кілювання в відплив»), часто для кілювання використовуються спеціально підготовлені і обладнані ділянки приглубого берега — «кіленбанки». Невеликі човни класти на борт не обов'язково.
Процес нахилу судна виконується або за допомогою талів, або за топи щогл кріпиться фал і заводиться за закріплений об'єкт, наприклад, дерево. На удоступненій підводній частини дерев'яного судна можуть бути усунуті пошкодження, зроблені ядрами гармат або домовим грибом, а також зчищені нарости бентосу (для збільшення швидкості корабля) і здійснено фарбування або просмолювання корпусу.
З появою сухих і плавучих доків кілювання і кренгування стали застосовуватися рідше, окрім того, значне збільшення розмірів кораблів зробило їх нахил на борт майже неможливим. Вдаються до нього лише при неможливості поставити судно в док для ремонту.